# Selección de fútbol sub-17 de Arabia Saudita
La Selección de fútbol sub-17 de Arabia Saudita, conocida también como Selección infantil de fútbol de Arabia Saudita, es el equipo que representa al país en la Copa Mundial de Fútbol Sub-17 y en el Campeonato Sub-16 de la AFC, y es controlada por la Federación de Fútbol de Arabia Saudita.

## Historial
Es la primera selección de Asia en ser campeón mundial de la categoría, el cual obtuvieron en la edición de 1989 en Escocia tras vencer al país anfitrión, aunque desde entonces no han vuelto a un Mundial Sub-17.
También han sido campeones en 2 ocasiones de la AFC, incluyendo 4 semifinales, pero no han conseguido un logro importante a nivel continental desde 1992.

## Palmarés
- Copa Mundial de Fútbol Sub-17:
  -  Campeón (1): 1989.

- Campeonato Sub-16 de la AFC:
  -  Campeón (2): 1985, 1988.
  -  Tercero (2): 1986, 1992.